# Kärrbo socken

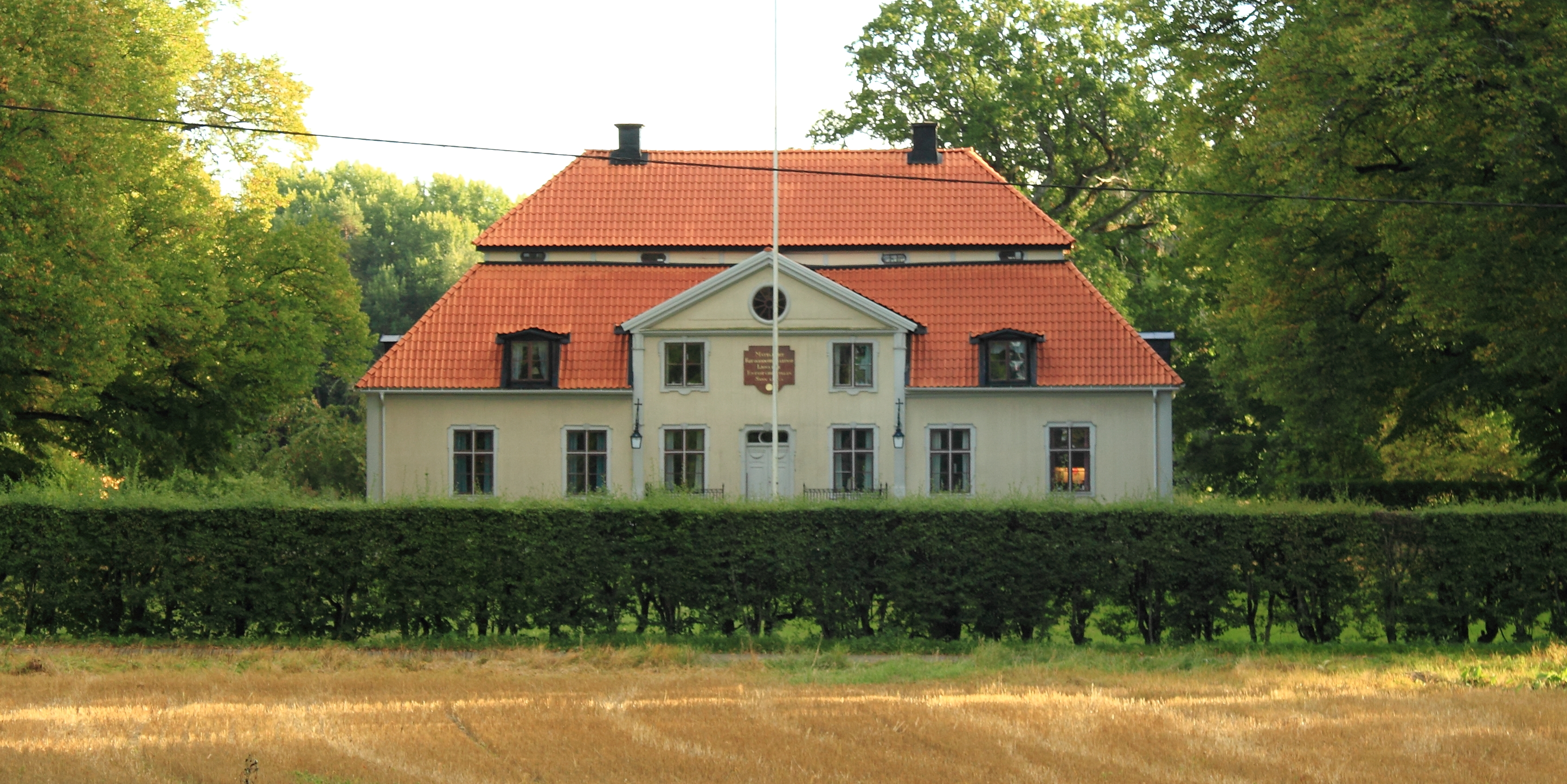
Lindö herrgård i Kärrbo socken

Kärrbo socken i Västmanland ingick i Siende härad, uppgick 1967 i Västerås stad och området ingår sedan 1971 i Västerås kommun och motsvarar från 2016 Kärrbo distrikt.
Socknens areal är 34,48 kvadratkilometer, varav 34,20 land. År 2000 fanns här 481 invånare. Frösåkers gods samt kyrkbyn Kärrbo med sockenkyrkan Kärrbo kyrka ligger i socknen. 

## Administrativ historik
Kärrbo socken har medeltida ursprung.
Vid kommunreformen 1862 övergick socknens ansvar för de kyrkliga frågorna till Kärrbo församling och för de borgerliga frågorna till Kärrbo landskommun. Landskommunens inkorporerades 1952 i Kungsåra landskommun som 1967 uppgick i Västerås stad som 1971 ombildades till Västerås kommun. Församlingen uppgick 2006 i Kungsåra församling.
1 januari 2016 inrättades distriktet Kärrbo, med samma omfattning som församlingen hade 1999/2000.  
Socknen har tillhört fögderier, tingslag och domsagor enligt vad som beskrivs i artikeln Siende härad. De indelta soldaterna tillhörde Västmanlands regemente, Livkompaniet och Livregementets grenadjärkår, Livkompaniet.

## Geografi
Kärrbo socken ligger sydost om Västerås öster om Västeråsfjärden och väster om Granfjärden som även omfattar öar som Aggarön. Socknen är en skogsbygd kring några dalgångsbygder.

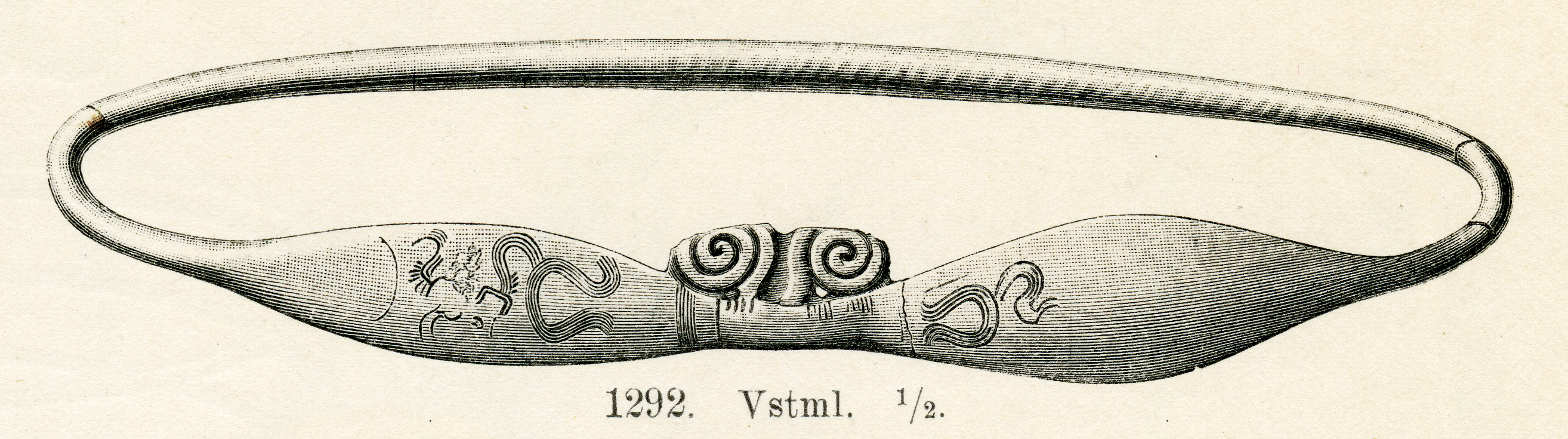
Träsnitt föreställande en bronshalsring från Frösåker i Kärrbo socken.

## Fornlämningar
Under bronsåldern fanns utbredd bebyggelse i området, vilket visas av en mängd spridda gravar, mindre gravfält, husgrundsterrasser samt skrävstenshögar och skålgropar. Denna bebyggelse har fortsatt in i järnåldern.I socknen finns även några fornborgar.

## Namnet
Namnet (1302 Kiefri, 1357 Kæwrbosokn) är ett bygdenamn som innehåller efterleden bo, 'bygd'. Förleden Käver kan möjligen ursprungligen avsett en ö eller halvö och har tolkats innehålla kvaver, 'sumpig plats kring källa' eller kväva, 'blindå, uttorkad ågren'.

## Befolkningsutveckling
| Befolkningsutvecklingen i Kärrbo socken 1750–1990                                                       | Befolkningsutvecklingen i Kärrbo socken 1750–1990 | Befolkningsutvecklingen i Kärrbo socken 1750–1990 | Befolkningsutvecklingen i Kärrbo socken 1750–1990 | Befolkningsutvecklingen i Kärrbo socken 1750–1990 |
| --- | ------------------------------------------------- | ------------------------------------------------- | ------------------------------------------------- | ------------------------------------------------- |
| |                                                   |                                                   |                                                   |                                                   |
| År |                                                   |                                                   | Folkmängd                                         |                                                   |
| 1750 | 1750                                              |                                                   | 463                                               |                                                   |
| 1760 | 1760                                              |                                                   | 484                                               |                                                   |
| 1769 | 1769                                              |                                                   | 503                                               |                                                   |
| 1780 | 1780                                              |                                                   | 545                                               |                                                   |
| 1790 | 1790                                              |                                                   | 590                                               |                                                   |
| 1800 | 1800                                              |                                                   | 572                                               |                                                   |
| 1810 | 1810                                              |                                                   | 624                                               |                                                   |
| 1820 | 1820                                              |                                                   | 615                                               |                                                   |
| 1830 | 1830                                              |                                                   | 478                                               |                                                   |
| 1840 | 1840                                              |                                                   | 506                                               |                                                   |
| 1850 | 1850                                              |                                                   | 575                                               |                                                   |
| 1860 | 1860                                              |                                                   | 633                                               |                                                   |
| 1870 | 1870                                              |                                                   | 671                                               |                                                   |
| 1880 | 1880                                              |                                                   | 659                                               |                                                   |
| 1890 | 1890                                              |                                                   | 706                                               |                                                   |
| 1900 | 1900                                              |                                                   | 612                                               |                                                   |
| 1910 | 1910                                              |                                                   | 621                                               |                                                   |
| 1920 | 1920                                              |                                                   | 586                                               |                                                   |
| 1930 | 1930                                              |                                                   | 532                                               |                                                   |
| 1940 | 1940                                              |                                                   | 365                                               |                                                   |
| 1950 | 1950                                              |                                                   | 280                                               |                                                   |
| 1960 | 1960                                              |                                                   | 213                                               |                                                   |
| 1970 | 1970                                              |                                                   | 161                                               |                                                   |
| 1980 | 1980                                              |                                                   | 196                                               |                                                   |
| 1990 | 1990                                              |                                                   | 323                                               |                                                   |
| Anm: Källor: Umeå universitet - Tabellverket 1749-1859, Demografiska databasen, CEDAR, Umeå universitet |                                                   |                                                   |                                                   |                                                   |